# Acacia concurrens
Acacia concurrens é uma espécie de leguminosa do gênero Acacia, pertencente à família Fabaceae.